# Adobe Source Libraries
Adobe Source Libraries es un conjunto de bibliotecas en C++ desarrolladas por Adobe y publicadas en código abierto. Está pensada para ser una extensión de la biblioteca estándar de C++ y la biblioteca Boost. Su objetivo es servir para el desarrollo de aplicaciones comerciales mediante algoritmos genéricos a través de descripciones declarativas. Consta de dos módulos principales llamados Adam y Eve.
- Adam proporciona el sistema que controla el comportamiento de la interfaz gráfica de usuario.
- Eve ofrece el traductor y lenguaje declarativo que permite diseñar la interfaz gráfica.